# RILY
「RILY」（リリー）は、日本の歌手・RYUJI IMAICHI（今市隆二）の第5弾シングルにして初のシングルCD。2019年10月30日にrhythm zoneから発売された。

## 概要
- 4枚の配信限定シングルを経て初のCDシングルとしてリリース。「CD+『RILY』のPV収録DVD」と「CD」の2形態での発売。
- 連動したオリジナルアパレルブランド 「RILY」をプロデュースした[2]。

## 収録曲
1. RILY [3:00]
作詞・作曲：RYUJI IMAICHI, JAY'ED, Chaki Zulu
  - 「洋服の青山」パーティーフォーマル『Day and Night』篇　CMソング[3]。
2. Church by the sea [4:45]
作詞：小竹正人、作曲：MATS LIE SKARE
  - 今市隆二初主演映画、"CINEMA FIGHTERS project第3弾"『On The Way』主題歌[4]。
3. 夜明け前 [4:23] 
作詞・作曲：STY
  - LIVE DVD/BD「RYUJI IMAICHI LIVE TOUR 2018 "LIGHT＞DARKNESS"」の特典CDに収録されていた[5]。
4. これが運命なら [5:45]
作詞：STY, RYUJI IMAICHI、作曲：STY
  - LIVE DVD/BD「RYUJI IMAICHI LIVE TOUR 2018 "LIGHT＞DARKNESS"」の特典CDに収録されていた。
5. RILY（Instrumental）
6. Church by the sea（Instrumental）
7. 夜明け前（Instrumental）
8. これが運命なら（Instrumental）